# Wanapums
Les Wanapums, Wanapams ou encore Sokulks, sont un peuple amérindien de l'État de Washington qui vivaient à l'origine à proximité des rapides de Priest sur le fleuve Columbia. Proches des Palouses et des Yakamas, il parlaient une langue sahaptienne et vivaient principalement de la pêche du saumon.